# Vlajka Uljanovské oblasti

Vlajka Uljanovské oblasti
Poměr stran: 2:3

Vlajka Uljanovské oblasti, jedné z oblastí Ruské federace, je tvořena světle modrým listem o poměru stran 2:3. Uprostřed je bílý sloup, korunovaný imperátorskou korunou s azurovými stuhami. Emblém má výšku 9/10 šířky vlajky.
Motiv sloupu se objevil na simbirských armádních plukovních praporech již v roce 1712. Figura pochází z publikace „Symboly a emblémy” (obr. č. 65), populární v době vlády Petra Velikého.

## Historie
Uljanovská oblast vznikla 19. ledna 1943 (dekretem prezidia Nejvyššího sovětu SSSR). V sovětské éře oblast neužívala žádnou vlajku.
26. února 2004 schválilo Zákonodárné shromáždění oblasti, usnesením č. 5-60, zákon č. 010-ZO „O znaku a vlajce Uljanovské oblasti”.  Zákon podepsal 3. března 2004 gubernátor Vladimír Anatoljevič Šamanov a vstoupil v platnost 10. března 2004 (zveřejněním v deníku Narodnaja gazeta č. 26). Vlajkou oblasti se stal bílý list o poměru stran 2:3. V horní části vlajky byl uprostřed bílého pole (zabírající ⅔ šířky listu) zobrazen znak oblasti.V dolní části byl dvojitý, modrý, vlnitý pruh a červený pruh, oddělený od modrého úzkým bílým proužkem. Popis vlajky však není příliš vexilologický.
Bílé pole symbolizovalo dobro, skromnost, mírové nebe a čistotu úmyslú obyvatel oblasti. Dvojitý, modrý, vlnitý pruh symbolizoval krásu, laskavost, vznešenost a geografickou příslušnost k řece Volze. Červený pruh pak symbolizoval hrdinskou historii a rok 1943, vznik oblasti v rámci RSFSR.

Vlajka Uljanovské oblasti (2004–2013/2015) Poměr stran: 2:3

26. prosince 2013 byla zákonem č. 248-ZO „O vlajce Uljanovské oblasti” přijata nová vlajka, kterou vytvořil kolektiv ve složení Anatolij Sergejev, Nikolaj Sergejev, Jelena Jegorova, Konstantin Močenov a Olga Salova. 10. prosince 2013 byla vlajka zanesena do heraldického rejstříku Ruské federace  pod č. 8905. Poprvé byla vlajka vyvěšena 19. ledna 2014 na Den Uljanovské oblasti.
Do 31. prosince 2015 se mohly přechodně užívat staré i nové symboly oblasti.

## Vlajka gubernátora Uljanovské oblasti

Vlajka gubernátora Uljanovské oblasti Poměr stran: 1:1
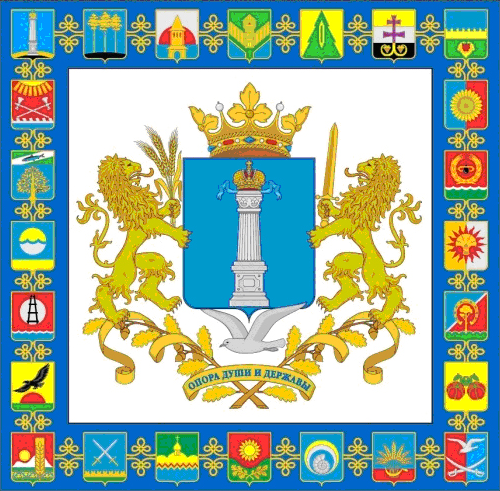
Vlajka gubernátora Uljanovské oblasti (nejasná platnost)

## Vlajky uljanovských rajónů
Uljanovská oblast se od 13. července 2004 člení na 3 města a 21 rajónů.
Města

Uljanovsk Poměr stran: 2:3
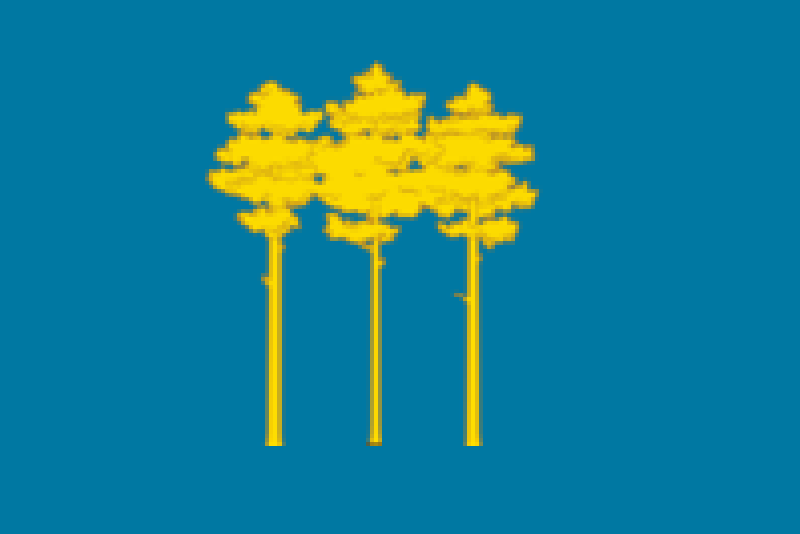
Dimitrovgrad Poměr stran: 2:3
Novouljanovsk

Rajóny

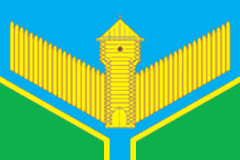
Bazarnosyzgranský rajón Poměr stran: 2:3
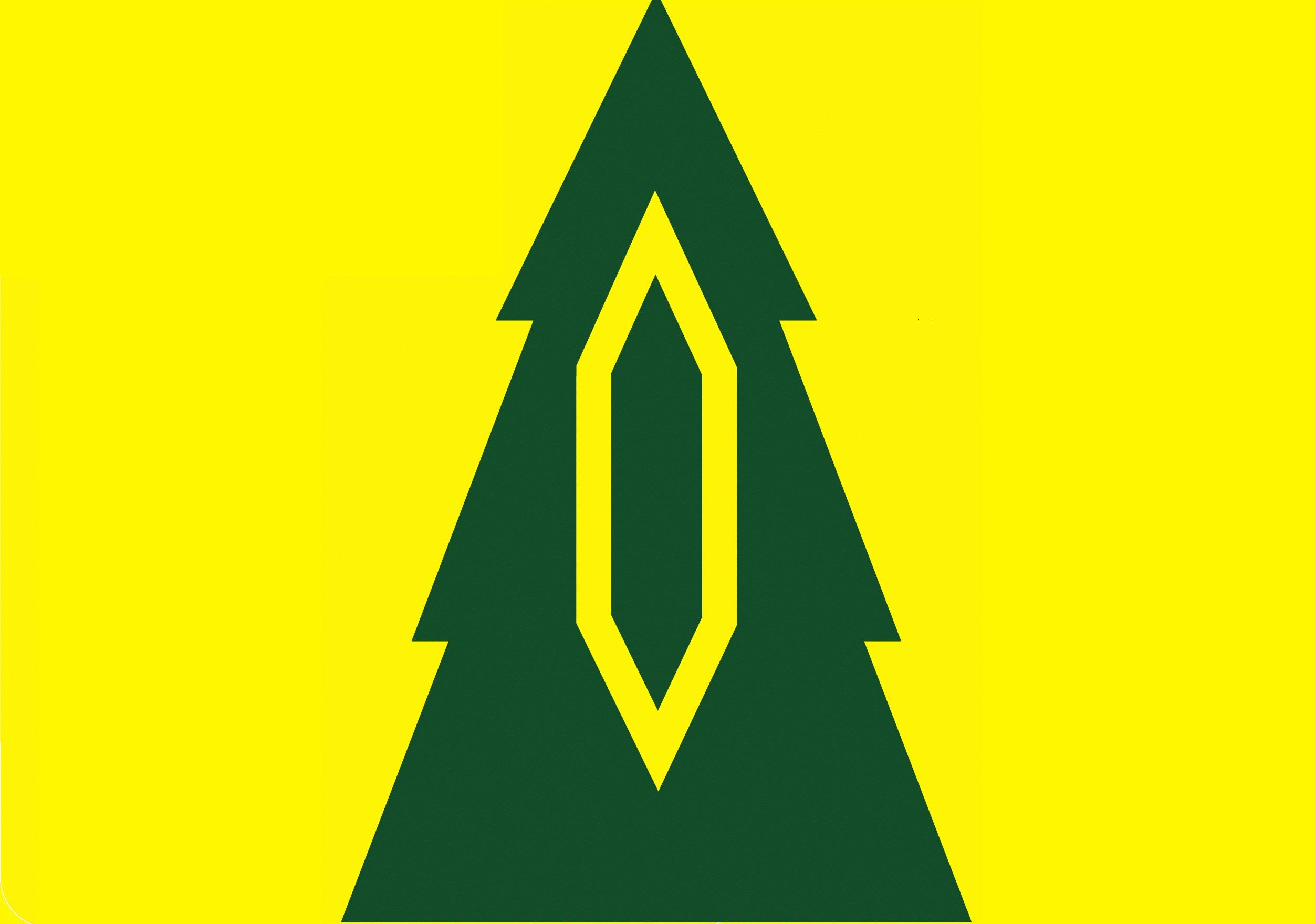
Baryšský rajón Poměr stran: 2:3
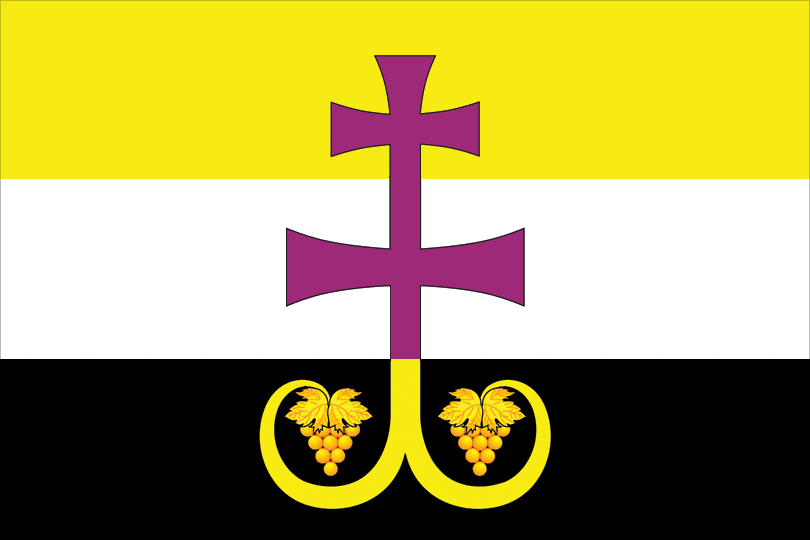
Veškajmský rajón Poměr stran: 2:3
Inzenský rajón Poměr stran: 2:3
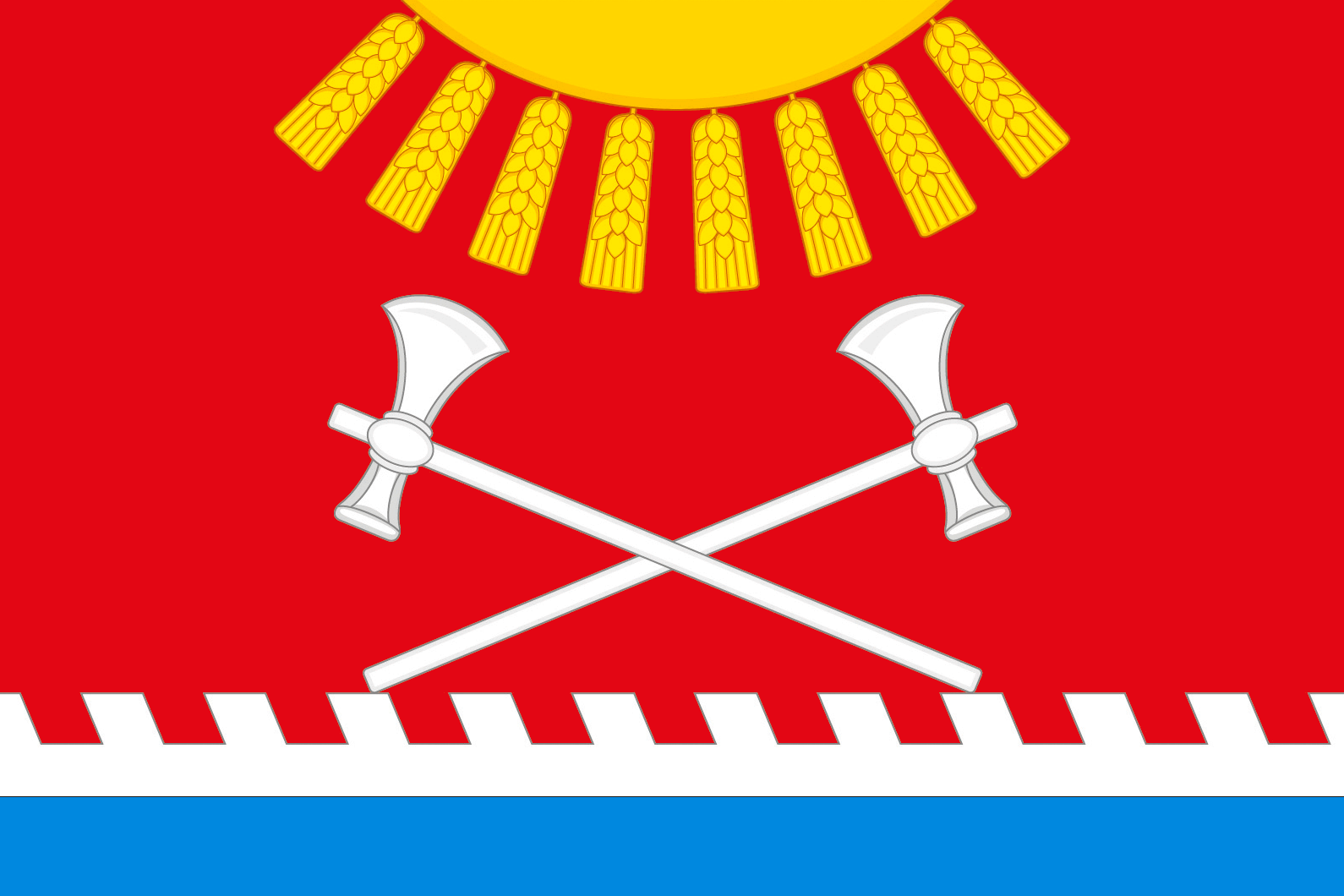
Karsunský rajón Poměr stran: 2:3
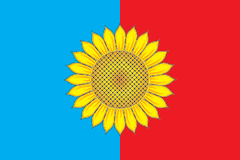
Kuzuvatovský rajón Poměr stran: 2:3
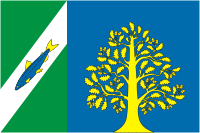
Majnský rajón Poměr stran: 2:3
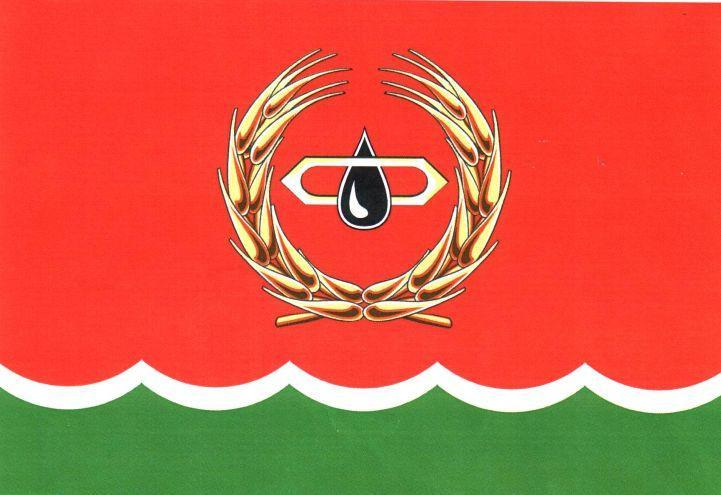
Melekesský rajón Poměr stran: 2:3
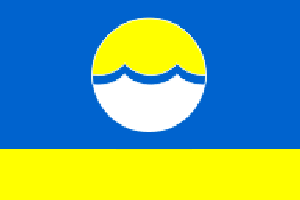
Nikolajevský rajón Poměr stran: 2:3
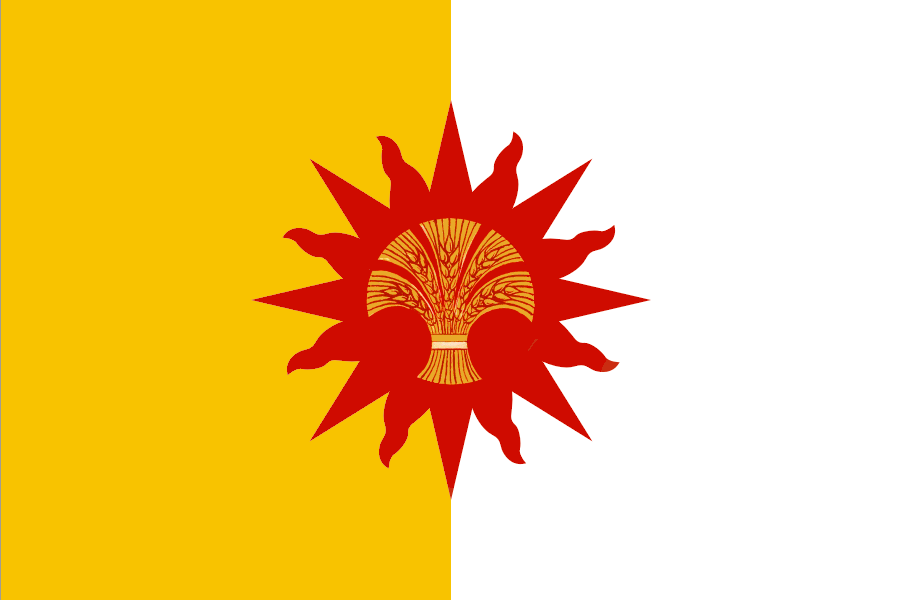
Novomalklynský rajón Poměr stran: 2:3
Novospasský rajón Poměr stran: 2:3
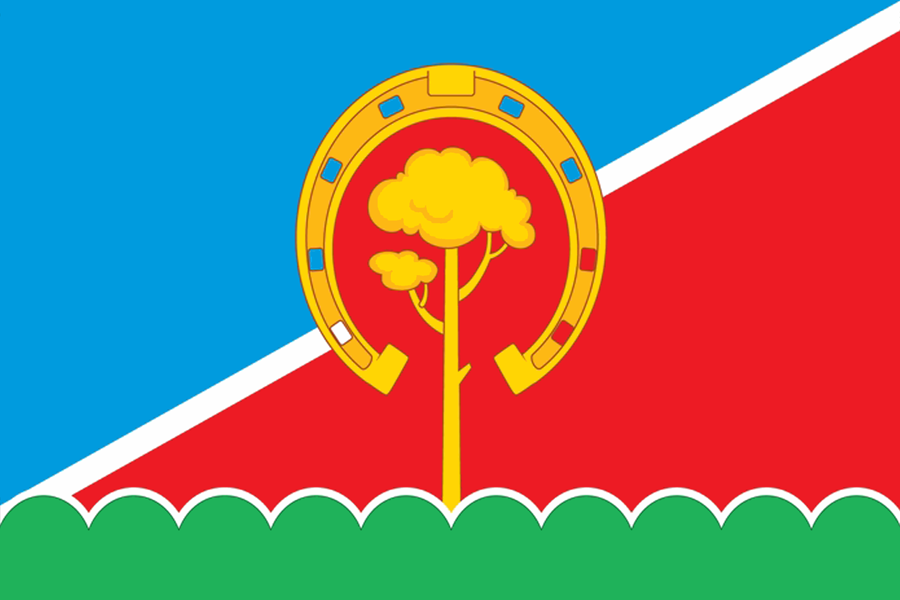
Pavlovský rajón Poměr stran: 2:3
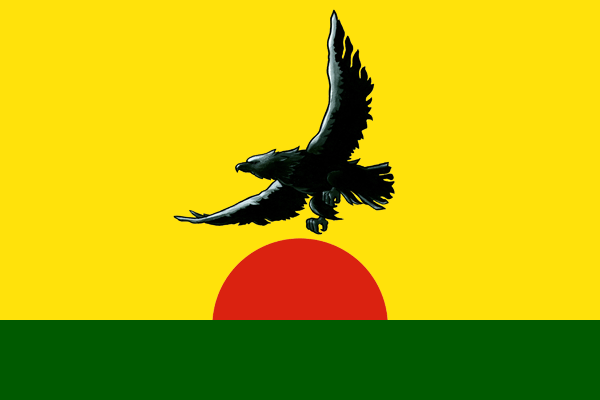
Radiščevský rajón Poměr stran: 2:3
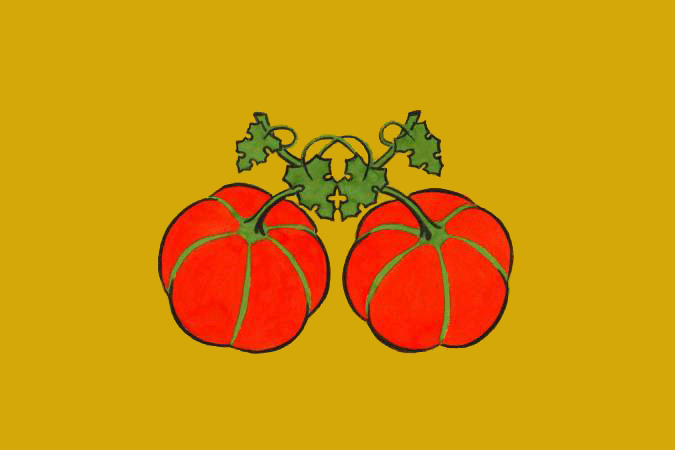
Sengilejevský rajón Poměr stran: 2:3
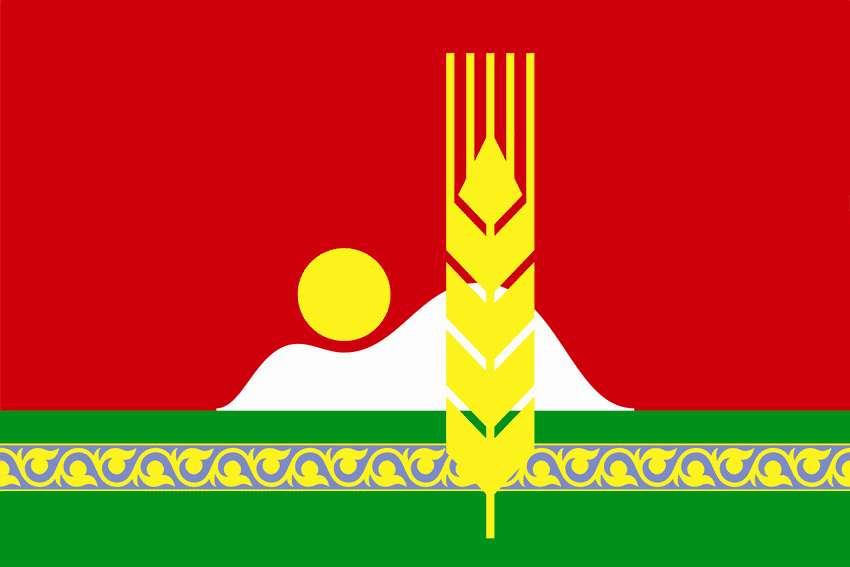
Starokulatkinský rajón Poměr stran: 2:3
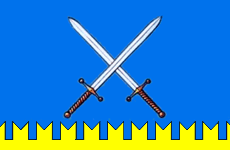
Staromajnský rajón Poměr stran: 2:3
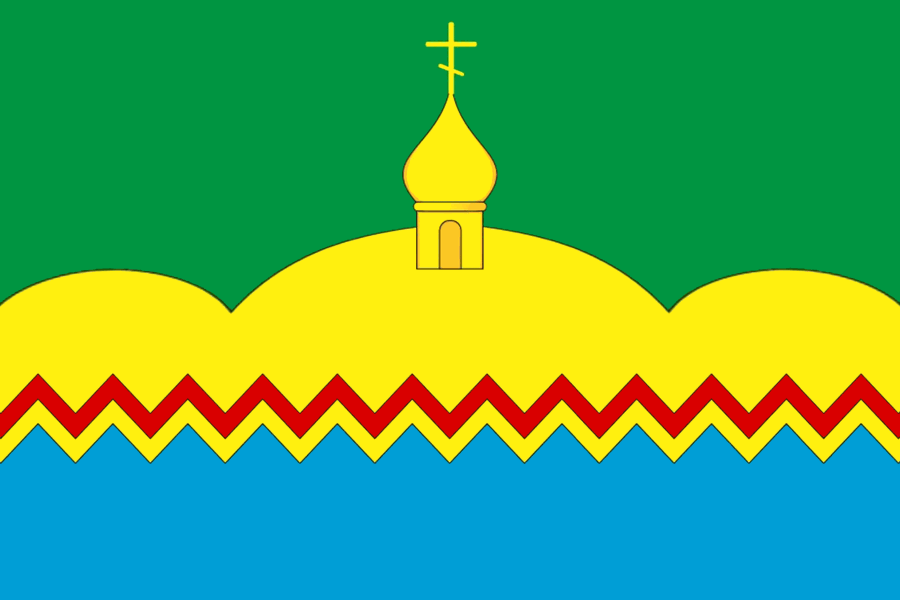
Surský rajón Poměr stran: 2:3
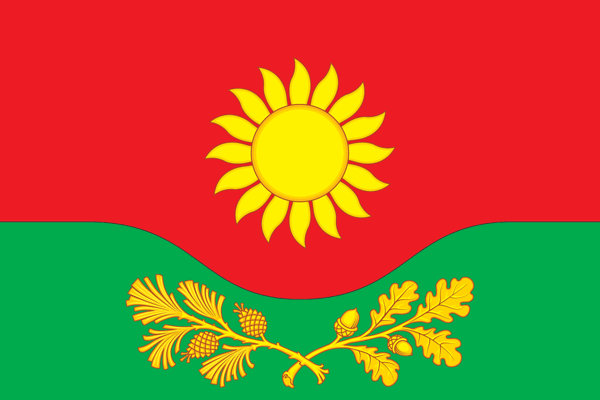
Terengulský rajón Poměr stran: 2:3
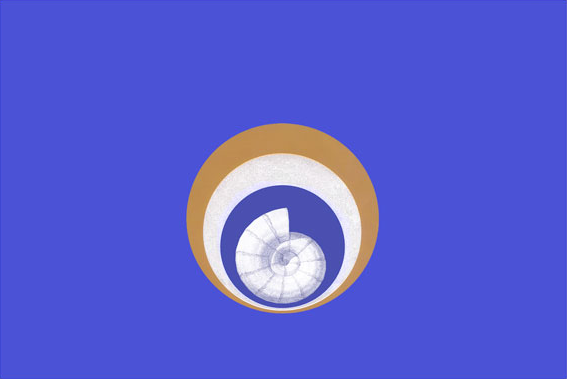
Uljanovský rajón Poměr stran: 2:3
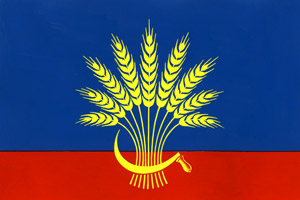
Cilninský rajón Poměr stran: 2:3
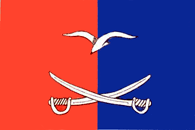
Čerdaklinský rajón Poměr stran: 2:3